# Parque Ariana
O Parque Ariana, local onde se encontra o Museu Ariana foram uma oferta á cidade de Genebra por Gustave Revilliod de la Rive, grande  coleccionador e mecenas e último descendente da família "'de la Rive'", que o criou fez construído entre 1877 e 1884.
O domínio chamado Ariana ocupava uma superfície de  45 hectares e encontra-se na margem direita do Lago Lemano em  Genebra. No testamento estava expressamente dito que "o seu pavão possa deambular livremente no parque", e que "o Senhor de La Rive aí seja enterrado e o parque seja aberto ao público"

## Palácio das Nações
Foi no parque que se construíu o Palácio das Nações, sede da ONU em Genebra, organização que recebeu o prestigioso prémio de "Certificat de réserve naturelle" atribuído pela "Fondation Nature et Économie" pela maneira como cuida da biodiversidade do parque Ariana. Na ponte que liga a antiga ala do Palácio com o nove edifício, encontra-se o sarcófago do Gustave Revilliod de la Rive, tal como os desejos testamentais o exigiam.

## Museu
O museu, que é um dos mais antigos da cidade,  torna-se por testamento depois da morte de  "de la Rive" em 1890, propriedade cidade. Hoje  incluí também o Academia Internacional da Cerâmica (AIC) - uma associação fundada em 1952 - assim como o Museu Suíço da cerâmica e do Vidreo.